# Veryan Pappin
Veryan Guy Henry Pappin (* 19. Mai 1958 in Henley-on-Thames) ist ein ehemaliger britischer Hockeyspieler, der mit der Britischen Nationalmannschaft 1988 Olympiasieger war.

## Sportliche Karriere
Veryan Pappin absolvierte 37 Länderspiele für die Schottische Nationalmannschaft und 17 Länderspiele für die britische Nationalmannschaft. 
In der britischen Mannschaft war er der Ersatztorwart hinter dem englischen Weltklassekeeper Ian Taylor. Bei den Olympischen Spielen 1984 in Los Angeles spielte Taylor in allen Partien, Pappin kam nicht zum Einsatz. 
Vier Jahre später bei den Olympischen Spielen 1988 in Seoul belegten die Briten in der Vorrunde den zweiten Platz hinter den Deutschen. Mit einem 3:2-Halbfinalsieg gegen die Australier erreichten die Briten das Finale und gewannen Gold mit einem 3:1-Finalsieg über die Deutschen. Stammtorhüter war wieder Ian Taylor, aber in der Schlussminute des Endspiels gegen Deutschland wurde Pappin für Taylor eingewechselt. Für diese eine Minute Spielzeit erhielt Pappin dann die olympische Goldmedaille. 
Im Verein spielte Veryan Pappin beim Hounslow Hockey Club. Im Hauptberuf war er Sportlehrer bei der Royal Air Force.